# Desamparados (canton)
Pour les articles homonymes, voir Desamparados.
Le canton de Desamparados est le troisième canton de la province de San José, et un des cantons les plus peuplés du Costa Rica. Le canton touche San José. Sa capitale est Desamparados. Le canton de Desamparados est entouré par les cantons de San José, Alajuelita, Santa Ana, et d'Acosta, Mora et Belén.
Le canton de Desamparados avait une population de 193 478 habitants (en 2000), pour une superficie de 118,3 km2 (soit une densité de 1 636 hab/km2)
Fondé en 1848, il est l'un des premiers cantons du Costa Rica. Son budget municipal ordinaire pour 2003 était de 1 305.2 millions ¢ (colons costaricien).

## Histoire
Le canton a été créé par un décret-loi du 4 novembre 1862.

## Statistiques
80,4 % de sa population vie dans des aires urbaines. De plus, 19,8 % des habitants ont moins de 10 ans, et 5,1 % plus de 65 ans.

## Districts
Le canton de Alajuelita est subdivisé en 13 districts (distritos) :
1. Desamparados
2. San Miguel
3. San Juan de Dios
4. San Rafael Arriba
5. San Antonio
6. Frailes
7. Patarrá
8. San Cristóbal
9. Rosario
10. Damas
11. San Rafael Abajo
12. Gravilias
13. Los Guidos